# Käthe van Beeker
Käthe van Beeker (* 1. April 1863 bei Königsberg; † 21. Juli 1917 in Meran-Obermais) war eine deutsche Schriftstellerin, die vor allem als Jugendbuchautorin erfolgreich war. 

## Leben
Käthe van Beeker wurde auf einem Landsitz bei Königsberg in Preußen geboren. Sie erhielt ihre Erziehung seit ihrem dritten Lebensjahr in Königsberg und lebte später unverheiratet in Wiesbaden, wo sie ab 1897 literarisch tätig wurde. 
Sie verfasste vor allem Bücher für Mädchen und galt neben Brigitte Augusti, Bertha Clément und Henny Koch als eine der erfolgreichsten Autorinnen von Backfischliteratur ihrer Zeit. Sie verfasste unter anderem Reiseerzählungen für junge Mädchen und Mädchenkolonialromane, die sich erstmals auf dem Gebiet der Mädchenliteratur mit der Auswanderung und dem Leben in der Fremde beschäftigten. Dabei liegt der Fokus statt zum Beispiel auf dem typischen Pensionsaufenthalt der jungen Heldin in der Backfischliteratur auf der Entwicklung der Heldin in einem fremden Land. Hedda, die Heldin aus Heddas Lehrzeit in Südwest, wird zum Beispiel von ihrer verarmten Familie zu ihrem Bruder nach Südwestafrika geschickt, wo sie sich unabhängig von ihrer Mutter – der Vater ist bereits verstorben – selbstständig entwickeln kann.
Käthe van Beekers Romane erreichten zum Teil hohe Auflagen und wurden unter anderem ins Niederländische und Schwedische übersetzt.

## Werk
- Großstädtischer Besuch. Eine kleinstädtische Familiengeschichte. Reclam, Leipzig 1899.
- Die wilde Hummel. Eine Erzählung für junge Mädchen. Levy & Müller, Stuttgart 1900.
- Tante Auroras Erbin (1900)
- Die Familie von Ellernbruck. Roman. Vobach, Berlin 1901.
- Komteßchen Reh. Eine Erzählung für junge Mädchen. Levy & Müller, Berlin 1901.
- Fräulein Schulmeister und andere lustige Liebesgeschichten. Hinstorff, Wismar 1902.
- Guste, Gretel und ich. Eine Erzählung für Mädchen. Loewe, äStuttgart 1902.
- Glücksklee. Vier Sommergeschichten. Hinstorff, Wismar 1904.
- Hansis Europareise. Eine Erzählung für Mädchen. Loewe, Stuttgart 1906. (Neuausgabe in Großdruck, Books on demand, 2016)
- Gretes Verlobung. Die Geschichte einer Jugend. Vobach, Berlin/Leipzig/Wien 1907.
- Heddas Lehrzeit in Südwest. Erzählung für Mädchen. Loewe, Stuttgart 1909.
- Herrin Sascha. Ein Buch für junge Mädchen. Nister, Nürnberg 1911.
- Fräulein Wildkatz. Erzählung für junge Mädchen. Levy & Müller, Stuttgart 1913.
- Der Ring der Nuramaja. Roman. Wille, Berlin 1919. (Neuausgabe 2018)
- Die Reise in das Land des Glücks. Enßlin & Laiblin, Reutlingen 1925.
- Das Land des Glücks. Eden, Berlin, 8. Aufl. 1932.